# Erica pycnantha
Erica pycnantha är en ljungväxtart som beskrevs av George Bentham. Erica pycnantha ingår i släktet klockljungssläktet, och familjen ljungväxter. Inga underarter finns listade i Catalogue of Life.